# Perpetuatio fori
Perpetuatio fori (lat.) je trvání příslušnosti toho soudu, u něhož bylo řízení zahájeno. Tento soud je příslušný pro projednání věci a rozhodnutí až do pravomocného skončení řízení, a to i když se v jeho průběhu změní okolnosti, které jsou pro určení příslušného soudu rozhodné. 
V českém civilním procesu je tato zásada zakotvena v § 11 občanského soudního řádu. Výjimkou je ovšem přikázání věci jinému soudu např. z důvodu podjatosti všech jeho soudců nebo přenesení příslušnosti z důvodu zájmu nezletilého. Podle judikatury Nejvyššího správního soudu se však vztahuje i na správní soudnictví.